# Mednyánszky család
A mednyei és medgyesi nemes és báró Mednyánszky család az egyik legrégebbi eredetű magyar nemesi család.

## Története
A család az Árpád-korból ered, II. András galíciai hadjárata után Magyarországra kísérték a királyt, majd a Felvidéken telepedtek le. Első ismert őse Mednyei János, akinek Trencsénben 1312-ben már okleveles nyoma van. Fia, Jakab, I. Lajos uralkodása alatt a nápolyi hadjáratban harcolt, érdemeiért 1356-ban királyi adományban részesült. 1560-ban I. Ferdinánd királytól újabb adományt is kapott. 1561-ben ősi címerüket kibővítették, majd Pál ítélőmester 1688. december 20-án bárói címet is kapott. Ez a bárói ág azonban rövid életűnek bizonyult, mert a báróságot kapott Pál dédunokájával, János helytartósági tanácsos és kamarással 1833-ban ki is halt. 1750. augusztus 25-én egyik másik családtag is bárói ragra emelkedett, ő az 1712-ben született Antal kamarás volt. Végül ez a bárói ág is kihalt, a cím utolsó viselője az 1848-ban született Árpád volt. A családnak azonban köznemesi ágon valószínűleg a mai napig élnek leszármazottai.

## Címere
A Magyar nemes családokban olvasható:
A család ősi czímere: kék paizsban koronán átszurt 3 nyilvessző, bárói cízmere pedig az 1750. évi oklevél szerint: kékkel és vörössel hasitott paizsban zöld hármas hegy középsőjén, hegyeikkel föfelé állitott három, egymást keresztező arany nyilvessző (a középső függélyesen állónak hegye hiányzik), melyeket a keresztező ponton nyilt arany korona fog össze; jobból és balról a hármas hegy egy-egy csucsán szemközt ágaskodó fehér egyszarvu, melyeknek nyaka felé van a két szélső nyíl hegye irányitva; sisakdisz: egy vörös-ezüsttel és egy kék-aranynyal vágott szárny közt kinövő fehér egyszarvu; takarók: vörös-ezüst, kék-arany.

## Fontosabb családtagok

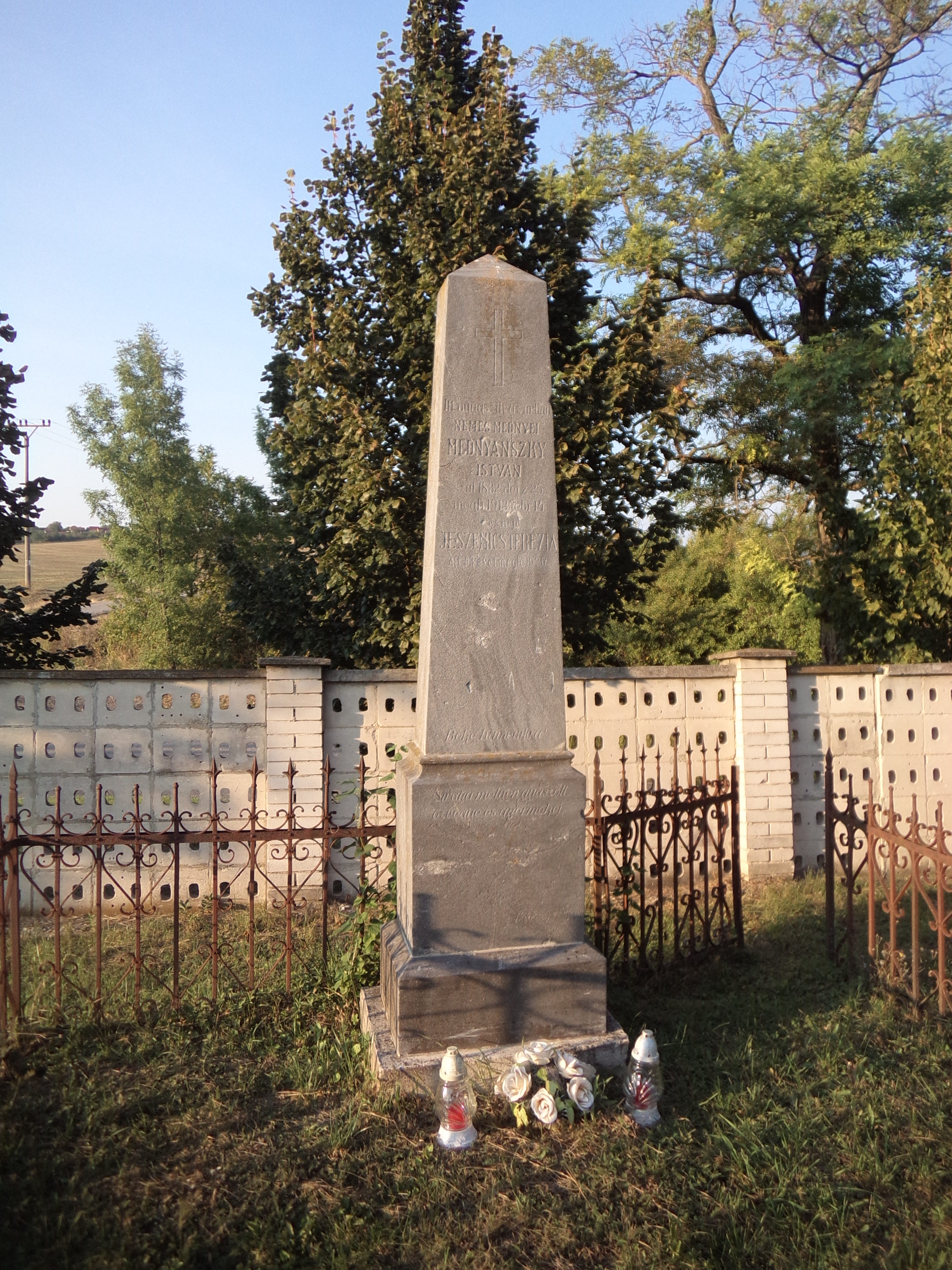
Mednyánszky István sírja Nemesdicskén

- Mednyánszky Alajos (1784–1844) Nyitra vármegye főispánja, politikus, helytartósági tanácsos, királyi kamaraelnök
- Mednyánszky Berta (1823–1902) Petőfi Sándor magyar költő múzsája
- Mednyánszky Dénes (1830–1911) geológus, selmeci bányagróf, politikus, Trencsén vármegye főispánja, az MTA levelező tagja
- Mednyánszky László (1819–1849) 1848-49-es honvédőrnagy, a szabadságharc egyik vértanúja
- Mednyánszky Márton(wd) (1840–1891) katolikus pap
- Mednyánszky László  (1852–1919) festő, grafikus
- Mednyánszky Sándor (1816–1875) honvéd alezredes, politikus
- Mednyánszky Sándor (1824–1857) tábori főlelkész, hadügyminisztériumi osztályos igazgató tanácsos
- Mednyánszky Henriette(wd) (1924–2017) balettművész
- Mednyánszky Ági (1927–2015) színésznő